# 윌 허친스
윌 허친스(Will Hutchins, 1930년 5월 5일 ~ 2025년 4월 21일)는 미국의 배우이다.

## 출연 작품
- 로아 (1981년)
- 서부의 형제 (1976년)
- 청춘 파티 (1976, Slumber Party '57)
- 더티 해리 2 - 이것이 법이다 (1973년)
- 복수의 총성 (1967년)
- 클램베이크 (1967년)
- 스핀아웃 (1966년)
- 메릴의 약탈자들 (1962년)

### 텔레비전
- 선셋 77번가 (1958년)